# Marhinde Verkerk
Marhinde Verkerk (Rotterdam, 21 de novembre de 1985) és una esportista neerlandesa que competeix en judo,
Ha guanyat tres medalles al Campionat Mundial de Judo entre els anys 2009 i plata el 2015, i quatre medalles al Campionat Europeu de Judo entre els anys 2010 i 2015. Als Jocs Europeus de Bakú 2015 va aconseguir una medalla d'or en la categoria de –78 kg.

## Palmarès internacional
| Campionat Mundial | Campionat Mundial          | Campionat Mundial | Campionat Mundial |
| Any               | Lloc                       | Medalla           | Categoria         |
| ----------------- | -------------------------- | ----------------- | ----------------- |
| 2009              | Rotterdam ( Països Baixos) | 1                 | –78 kg            |
| 2013              | Rio de Janeiro ( Brasil)   | 2                 | –78 kg            |
| 2015              | Astanà ( Kazakhstan)       | 3                 | –78 kg            |
| Jocs Europeus     |                            |                   |                   |
| Any               | Lloc                       | Medalla           | Categoria         |
| 2015              | Bakú ( Azerbaidjan)        | 1                 | –78 kg            |
| Campionat Europeu |                            |                   |                   |
| Any               | Lloc                       | Medalla           | Categoria         |
| 2010              | Viena ( Àustria)           | 2                 | –78 kg            |
| 2013              | Budapest ( Hongria)        | 3                 | –78 kg            |
| 2014              | Montpeller ( França)       | 2                 | –78 kg            |
| 2015              | Bakú ( Azerbaidjan)        | 1                 | –78 kg            |